# Der unheimliche Besucher
Der unheimliche Besucher ist ein Psychothriller des Regisseurs László Benedek aus dem Jahre 1971. Er wurde auch unter dem Titel Perfekte Rache veröffentlicht.
Seine Welturaufführung erlebte der Film am 7. Februar 1972 in Schweden, drei Tage später war er in New York (USA) zu sehen. In Deutschland wurde er am 25. Januar 1973 erstmals in der ARD ausgestrahlt. Die Synchronisation erfolgte unter der Regie von Lothar Michael Schmitt.

## Inhalt
Zu Beginn des Films sehen wir Salem, den Protagonisten des Films, durch eine winterliche Landschaft irren, nur mit Unterwäsche und einem schweren Paar Stiefel bekleidet. Er ist aus einem Gefängnis ausgebrochen, einer psychiatrischen Anstalt für Straftäter, einer düsteren Burgfestung an einer trostlosen Meeresküste. Salem ist dort seit zwei Jahren untergebracht, nachdem er aufgrund falscher Zeugenaussagen seiner Schwester und ihres Mannes für den Axtmord an einem Landarbeiter verurteilt worden war. Salem hat allen Rache geschworen, die er für seine ungerechte Verurteilung und anschließende Inhaftierung verantwortlich macht. 
Dann geschehen im Umfeld der Familie Salems Morde. Einmal will man dabei Salem am Tatort gesehen haben, was der mit den Ermittlungen betraute Inspektor nicht glauben mag. Denn Salem hat ein felsenfestes Alibi. Er befindet sich in einem Kerker, aus dem ein Entkommen unmöglich scheint. 
Dennoch besucht der Inspektor Salem in seinem Verlies. Hohe Mauern, dicke Eisentüren, eine Seite der Festung liegt direkt an der tosenden See. 
Dann wird der spektakuläre, wagemutige Ausbruch Salems gezeigt, und seine nicht minder beeindruckende Rückkehr in seine Zelle. 
Nach einem weiteren Mord steht der ermittelnde Inspektor vor einem Rätsel. Dennoch sucht er Salem erneut in dessen Zelle auf, obwohl dieser ja als Täter eigentlich nicht in Frage kommt.  
Ein völlig überraschendes und unerwartetes Indiz, das Salem als Täter überführt, bildet die Schlusspointe des Films.

## Synchronisation
Quelle: Deutsche Synchronkartei
| Rolle           | Darsteller         | Synchronstimme         |
| --------------- | ------------------ | ---------------------- |
| Salem           | Max von Sydow      | Ernst Wilhelm Borchert |
| Anwalt Clemens  | Rupert Davies      | Hans W. Hamacher       |
| Der Inspektor   | Trevor Howard      | Arnold Marquis         |
| Direktor Kemp   | Andrew Keir        | Edgar Ott              |
| Dr. Anton Jenks | Per Oscarsson      | Norbert Kollakowsky    |
| Emmie           | Hanne Bork         | Gisela Fritsch         |
| Esther Jenks    | Liv Ullmann        | Renate Küster          |
| Mr. Torens      | Bjørn Watt-Boolsen | Manfred Grote          |
| Mrs. Hansen     | Gretchen Franklin  | Tina Eilers            |
| Polizist Carl   | Jim Kennedy        | Randolf Kronberg       |

## Kritik
Der Kunsthistoriker Kay Weniger nannte den Film „einen von der Kritik weithin unterschätzte(n), raffinierte(n) Kriminalthriller […] mit einem vorzüglichen Max von Sydow als rachedurstiger, abgefeimter Insasse einer Irrenanstalt“.

„Vordergründiger Psycho-Krimi, der Charaktere und Situationen stark vereinfacht und auch auf Klischees nicht verzichtet. Schauspielerisch gut.“